# Tough (Kurtis Blow)
Tough è il terzo album del rapper statunitense Kurtis Blow, pubblicato nel 1982 e distribuito dalla Mercury Records. L'album entra nelle classifiche degli album pop e tra i Black Album. Il brano Tough è trentasettesimo tra i Black Singles.
| Recensione       | Giudizio |
| ---------------- | -------- |
| Robert Christgau | B        |

## Tracce
1. Tough – 5:50 (testo: Robert Ford, J.B. Moore, Russell Simmons, Larry Smith)
2. Juice – 6:15
3. Daydreamin' – 4:25 (testo: Kurtis Blow, Moore, Smith)
4. Boogie Blues – 5:26
5. Baby You've Got to Go – 3:12

Durata totale: 25:08

## Classifiche
| Classifica (1982) | Posizione massima |
| ----------------- | ----------------- |
| Stati Uniti       | 167               |
| US Black Albums   | 38                |